# Madison Beer
Madison Elle Beer (Jericho, 5 marzo 1999) è una cantautrice statunitense.
Nata da una famiglia ebrea, ha iniziato a pubblicare cover su YouTube all'inizio del 2012. Beer ha ottenuto una copertura mediatica sostanziale quando Justin Bieber ha pubblicato un link a una delle sue cover. Ha pubblicato il suo singolo di debutto, Melodies, nel 2013.
Nel 2018, Beer Ha pubblicato il suo EP di debutto, As She Pleases. Il progetto è stato supportato dai singoli Dead e Home with You, entrambi certificati oro dalla RIAA. L'anno successivo, Beer firmò con Epic Records, pubblicando in seguito il suo album di debutto in studio, Life Support nel 2021.
Il secondo album in studio di Madison Beer, Silence Between Songs, è stato pubblicato nel settembre 2023. Ha ricevuto una nomination per il miglior album audio immersivo alla 67 edizione dei Grammy Awards.
Oltre al suo lavoro da solista, Beer ha doppiato il personaggio Evelynn nella band virtuale K/DA di League of Legends. Come membro del gruppo ha pubblicato i singoli Pop/Stars (2018) e More (2020). È apparsa anche in serie televisive come Todrick (2015) e RuPaul's Drag Race (2020) e nel film Louder Than Words(2013).

## Biografia
Madison Elle Beer è nata a Jericho, New York, il 5 marzo 1999. Suo padre, Robert Beer, è uno sviluppatore immobiliare e sua madre, Tracie Beer, ha lavorato come designer d'interni. Madison è apparsa sulla copertina di Child Magazine dopo aver vinto un concorso per modelli a 4 anni. Ha un fratello minore di nome Ryder, i suoi genitori hanno divorziato quando era piccola. La sua famiglia è ebrea e lei ha celebrato il suo Bat Mitzvah nel 2012.

### 2012-16: l'esordio discografico

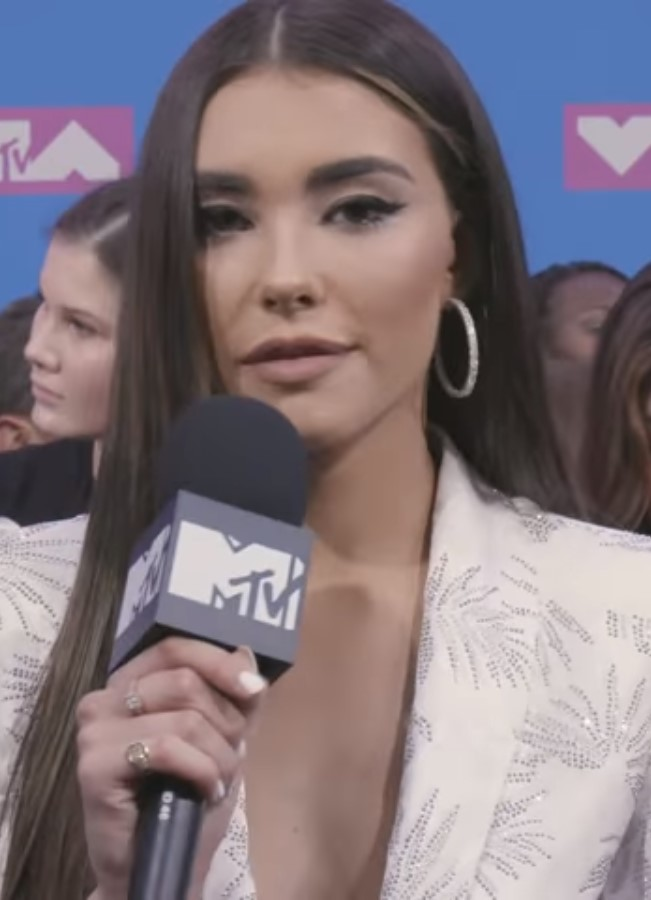
Madison Beer agli MTV Video Music Awards 2018

Madison inizia a pubblicare varie sue cover su YouTube all'inizio del 2012, attirando così l'attenzione di Justin Bieber, che twittò ai suoi fan il link della sua cover At Last di Etta James, aumentando a dismisura la sua fama. Successivamente Bieber accolse Madison nell'etichetta discografica Island Records, che al momento della firma era gestita dal manager, Scooter Braun.
Nel 2013 registra la sigla di Monster High dal titolo We Are Monster High. Nello stesso anno pubblica la canzone Valentine in collaborazione con Cody Simpson, che in seguito viene riprodotta su Radio Disney. Il 12 settembre 2013, pubblica il video del singolo di debutto Melodies, scritto da Peter Kelleher, Ben Kohn, Thomas Barnes e Ina Wroldsen, in cui appare Bieber.
Nel periodo successivo inizia a lavorare al suo nuovo album con influenze pop e R&B.
Unbreakable è il secondo singolo di Madison, scritto da Jessica Ashley, Evan Bogart, Heather Jeanette Miley, Matt Schwartz, Emanuel Kiriakou e Andrew Goldstein, pubblicato il 17 giugno 2014.
Il 6 dicembre 2014 raggiunge un milione di follower su Twitter. Il 16 febbraio 2015 annuncia la partecipazione al nuovo singolo dei DJ Mako dal titolo I Will not Let You Walk Away. In seguito la canzone viene pubblicata assieme al video musicale il 24 febbraio 2015. La canzone raggiunge la posizione numero 43 su Hot Dance / Electronic Songs, numero 33 sulle Dance / Electronic Digital Songs e numero 19 sulle chart Dance / Mix Show Airplay negli Stati Uniti.

### 2017–2018:As She Pleases

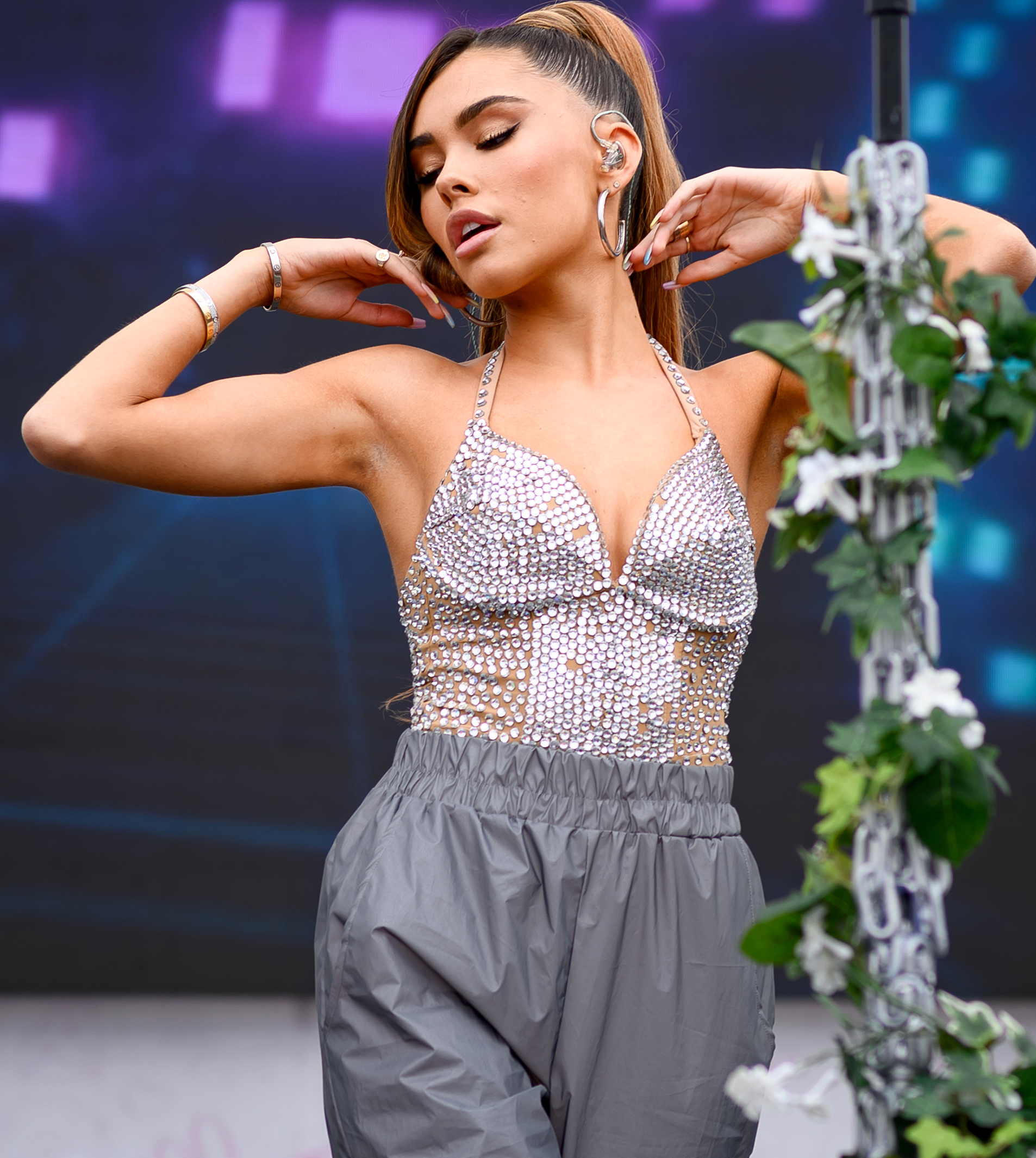
Madison Beer al Wango Tango 2019

Il 19 maggio 2017 pubblica Dead, il suo primo singolo, il cui video musicale viene pubblicato il 3 agosto. Il 3 novembre pubblica il secondo singolo Say It to My Face. Il video musicale viene pubblicato il 15 novembre.
Il 2 febbraio 2018 Dead e Say It to My Face vengono inserite nel suo primo EP intitolato As She Pleases. Il 10 marzo, Home with You viene pubblicato come terzo ed ultimo singolo dell'EP. Ad agosto 2018, la canzone raggiunge la posizione numero 22 nella Radio Songs di Billboard. Il 9 novembre pubblica Hurts like Hell con il rapper statunitense Offset.

### 2019-2021:Life Support
Il 28 marzo 2019 Madison Beer prende parte al singolo di Jax Jones e Martin Solveig All Day And Night. Il 17 maggio 2019 avviene la pubblicazione di Dear Society, singolo che avrebbe dovuto essere il primo estratto dal suo album di debutto, Life Support, in uscita nel 2020. Il 10 agosto ha firmato un contratto con la Epic Records mettendo fine alla sua carriera da artista indipendente.
Nel 2020 Beer pubblica diversi singoli: Good In Goodbye, Selfish, Stained Glass , Baby e Boyshit. Tali brani saranno inclusi nel suo album di debutto Life Support, la cui pubblicazione avviene il 26 febbraio 2021.
Il 26 febbraio 2021, Beer ha confermato in un'intervista allo Zach Sang Show di aver già iniziato a lavorare al seguito di Life Support. Ha anche affermato che prevede di pubblicare il secondo album entro la fine del 2021, con l'obiettivo di realizzare due album in un anno.
Ha pubblicato il brano "Reckless" il 3 giugno 2021 inteso come singolo principale del suo secondo album in studio. La canzone è stata accolta con il plauso della critica per il suo contenuto lirico e la sua vulnerabilità.

## Influenze
Beer ha dichiarato che le sue ispirazioni nella sua musica e nel modo di scrivere sono Lana Del Rey, Daft Punk, Melanie Martinez e Ariana Grande.

## Vita privata
Nel 2016, Beer ha dichiarato di essere bisessuale in una chat di YouNow.
Beer ha avuto una relazione con Jack Gilinsky del duo Jack & Jack dal 2015 al 2017. Ha frequentato brevemente Brooklyn Beckham dopo la sua rottura con Gilinsky. Ha avuto una relazione intermittente con Zack Bia dalla fine del 2017 all'inizio del 2019. Dal 2021 ha una relazione con il tiktoker Nick Austin.
Beer ha lottato con i problemi di salute mentale, affermando che i social media e Internet hanno contribuito. Ha commesso atti di autolesionismo e le è stato diagnosticato un disturbo borderline di personalità.
Beer attualmente risiede a Los Angeles.

## Discografia
- 2021 – Life Support
- 2023 – Silence Between Songs

## Tournée
- 2018 – As She Pleases Tour
- 2021/22 – The Life Support Tour
- 2024 – The Spinnin Tour

## Filmografia

### Cinema
- Più forte delle parole (Louder Than Words), regia di Anthony Fabian (2013)

### Televisione
- Todrick – serie TV, episodio 1x08 (2015)
- Ridiculousness - Veri American Idiots (Ridiculousness) – programma TV (2019)
- RuPaul's Secret Celebrity Drag Race – programma TV (2020)
- RuPaul's Drag Race All Stars – programma TV (2020)